# Kim Ki-taik
Kim Ki-taik (n. 3 octombrie 1962) este un jucător de tenis de masă ce a reprezentat Coreea de Sud, medaliat olimpic. A participat la o ediție a Jocurilor Olimpice (1988) în care a câștigat o medalie de argint.